# 阿莱克莎·利亚里
阿莱克莎·利亚里 OAM（2001年8月18日—）是澳大利亚残疾人游泳运动员。其曾在2023年世界残疾人游泳锦标赛获得1金1银，及在2024年夏季残疾人奥林匹克运动会上获得2金1银。

## 早年岁月
阿莱克莎·利亚里于2001年8月18日出生。其父母为拉斯（Russ）和贝琳达·利亚里（Belinda Leary）。其有两姐妹——麦迪逊（Madison）和阿什顿（Ashtyn），和两兄弟——马克斯（Max）和杰克（Jack）。她在黄金海岸长大，后移居扬巴和努沙，即她的铁人三项教练的驻地。她曾就读于好牧人路德学院。

## 铁人三项
训练事故前，利亚里在瑞士洛桑世界铁人三项总决赛女子18-19岁以下组比赛中获得银牌。
2021年7月17日，利亚里在昆士兰州波莫纳遭遇严重自行车事故，脑部受重创。在参加铁人三项训练时，她的前轮以每小时70公里的速度撞向前方的自行车。她头部着地，导致脑部严重受伤、血栓形成和多处骨折。其在院治疗了111天。治疗期间，“moveforlex”筹款活动为皇家布里斯班妇女医院加强护理筹集了超过13万澳大利亚元（约合人民币60万元），重点用于设备和家庭支持。

## 转投游泳
铁人三项项目中包含游泳。事后，利亚里转投游泳项目，残疾等级S9。2023年世界残疾人游泳锦标赛期间，她获得了100米S9级自由泳金牌和50米S9级自由泳银牌，前者更刷新了世界纪录。
2024年夏季帕拉林匹克運動會期间，利亚里在女子100米S9级自由泳项目和4×100米混合泳接力赛（34分）上摘获金牌，创下世界纪录和残奥纪录。其次，她在4×100米自由泳接力赛（34分）获得银牌。此外，她在女子50米S10级自由泳项目中名列第六。摘获奖牌后，她说：“三年前，人生才刚刚启航。当年被告知无法生还……但我证明了它的错误。”。2025年4月，利亚里在澳大利亚游泳公开赛100米自由泳S9级比赛以59.22秒的成绩再度刷新世界纪录。
她的教练是乔恩·贝尔（Jon Bell），她曾在黄金海岸的圣希尔达与乔恩一起进行私人训练。

## 奖项
- 2023年 - 澳洲游泳（英语：Swimming Australia）2023年奖—— 澳大利亚体育协会（英语：Australian Institute of Sport）年度发现[13]
- 2023年 - 澳大利亚体育表现奖协会（英语：Australian Institute of Sport Awards） - 年度最佳新锐运动员[14]
- 2024年 - 昆士兰州体育奖——年度残疾人运动员[15]
- 2024年 - 澳大利亚残奥会年度最佳新秀（英语：Paralympics Australia awards）[16]
- 2025年 - 澳大利亚勋章（因在2024年夏残奥会获得金牌，授予此勋章以表彰其在体育领域的贡献）[17]